# Byadgi
Byadgi , 

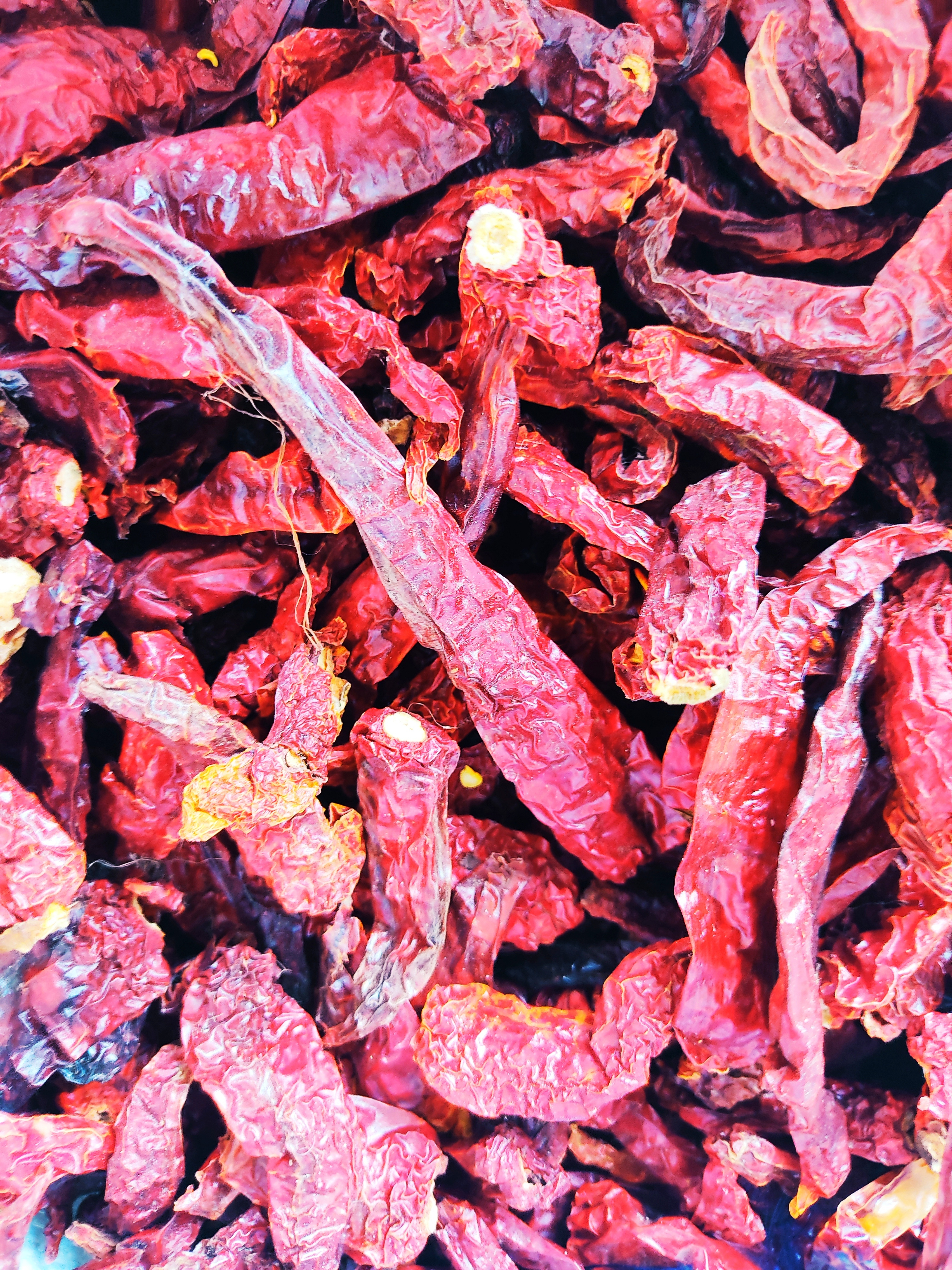
Pimentas Byadgi, nomeada com o nome da cidade.

Byadgi é uma cidade no distrito de Haveri, no estado indiano de Karnataka.

## Geografia
Byadgi está localizada a 14° 41′ N, 75° 29′ L. Tem uma altitude média de 601 metros (1971 pés).

## Demografia
Segundo o censo de 2001, Byadgi tinha uma população de 25 658 habitantes. Os indivíduos do sexo masculino constituem 51% da população e os do sexo feminino 49%. Byadgi tem uma taxa de literacia de 67%, superior à média nacional de 59,5%; a literacia no sexo masculino é de 74% e no sexo feminino é de 60%. 13% da população está abaixo dos 6 anos de idade.